# Polyipnus tridentifer
Polyipnus tridentifer es un pez que pertenece a la familia Sternoptychidae. Habita en las aguas del Océano Indo-Pacífico a profundidades que van desde los 640 a 825 metros.
Esta especie fue reconocida por primera vez en 1914 por McCulloch.